# Уизерспун, Ладжон
Ладжон Уизерспун (англ. Lajon Witherspoon), полное имя — Ладжон Джермейн Уизерспун (англ. Lajon Jermaine Witherspoon) — американский музыкант, более известный как вокалист группы Sevendust.
Участники таких групп, как Staind, Seether, Alter Bridge и Diecast, включили Уизерспуна и Sevendust в свои списки повлиявших музыкантов и групп. В марте 2008 года Уизерспун был включён в список «Топ-100 метал-вокалистов всех времён». Он занял 35-е место, опередив многих известных рок-вокалистов, таких как Брет Майклс, Скотт Вэйленд и Дэвид Боуи.

## Ранние годы и карьера
Ладжон Уизерспун родился 3 октября 1972 года в Нэшвилле (Теннесси), но вырос в Атланте (Джорджия) вместе со своими родителями и братом Реджинальдом Ладоном Уизерспуном. Отец Уизерспуна был певцом в фанк-группе, когда его семья жила в Нэшвилле. Прежде чем заняться музыкой, Уизерспун играл в футбол и учился в средней школе Норкросса. Он также практиковал дзюдо в течение нескольких лет, но в конечном итоге выбрал музыку вместо спорта в качестве своей основной деятельности.
До своего пребывания в Sevendust Уизерспун был фронтменом соул-группы, Body & Soul. В 1994 году его группа поддержала местную группу Snake Nation на концерте. Впечатлённые его вокальными способностями, Винни Хорнсби и Морган Роуз попросили Уизерспуна присоединиться к их группе. Гитарист Джон Коннолли, бывший барабанщик The Piece Dogs, и Ли Бэнкс присоединились к ним, чтобы сформировать Rumblefish. Вскоре название было изменено на Crawlspace. Когда расписание группы оказалось слишком напряжённым для Бэнкса, название сменил Клинт Ловери из «Still Rain» из Северной Каролины. Группа была вынуждена снова изменить своё название, когда группа на западном побережье заявила права на него. В конце концов группа остановилась на Sevendust после того, как Хорнсби нашёл банку Севина (инсектицидного порошка) в гараже своей бабушки.
В субботу, 9 ноября 2002 года, брат Ладжона Реджинальд был смертельно ранен в Нэшвилле, штат Теннесси. Ладжон узнал об этом от отца буквально за несколько минут до выступления группы в Сент-Джозефе, штат Миннесота. Отец уговаривал его продолжать концерт и посвятить его Реджинальду. Sevendust отложили все концерты до 15 ноября, где они позже выступали в Хэмптон-Бич, штат Нью-Гэмпшир.
Ладжон Уизерспун записал песню под названием «Ready to Go» для 10-песенного сборника NHRA, выпущенного 1 июня 2010 года. Он говорил о записи сольного проекта после окончания гастрольного и промоушена для девятой пластинки Sevendust Black Out The Sun. Недавно он выпустил сингл под названием «Love Song». «Я думаю, что это резонирует с тем, что происходит в современном мире», — говорит Ладжон Уизерспун о том, как появилась песня.

## Личная жизнь
Ладжон Уизерспун женат на Ашли Уизерспун. Есть две дочери, Майя Диан и Джада Ледженд, и сын Кингстон.

## Дискография

### В составе Sevendust
Студийные альбомы
- Sevendust (1997)
- Home (1999)
- Animosity (2001)
- Seasons (2003)
- Next (2005)
- Alpha (2007)
- Chapter VII: Hope & Sorrow (2008)
- Cold Day Memory (2010)
- Black Out The Sun (2013)
- Time Travelers & Bonfires (2014)
- Kill The Flaw (2015)
- All I See Is War (2018)

### Другие проявления
- NHRA Compilation 2010 — Various Artists — «Ready to Go» (2010)[7]
- A Dream in Static — Earthside — «Mob Mentality» (2015)[11]
- Moment of Impact — Eye Empire — «Victim (Of The System)» (2010)[12]